# Tricoceps naturalis
Tricoceps naturalis är en insektsart som beskrevs av William Lucas Distant. Tricoceps naturalis ingår i släktet Tricoceps och familjen hornstritar. Inga underarter finns listade i Catalogue of Life.